# John McLaughlin
John McLaughlin (Doncaster, 4 de janeiro de 1942) é um guitarrista de jazz britânico. Tornou-se conhecido como integrante do grupo de Miles Davis nos fins dos anos 1960, juntamente com outros bem conhecidos músicos como Chick Corea e Tony Williams. Foi considerado o 68º melhor guitarrista de todos os tempos pela revista norte-americana Rolling Stone.

## História
Antes de se mudar para os Estados Unidos, McLaughin gravou o álbum “Extrapolation” com Tony Oxley e John Shurman em 1969, um álbum bem demonstrativo da sua técnica, velocidade e precisão.
Mudou-se então para os EUA em 1969 para se juntar ao grupo “Lifetime” de Tony Williams.  Seguidamente tocou com Miles Davis nos álbuns “In a silent way”, “Bitches brew” e “A tribute to Jack Johnson”. McLaughlin voltou para a banda de Davis por duas noites que foram gravadas e lançadas como parte do álbum ao vivo Live / Evil.
Em 1971 forma a Mahavishnu Orchestra, uma banda eléctrica bastante respeitada por todo o mundo, devido à sua complexa fusão do jazz com a música indiana e o jazz-rock.
Após a dissolução da banda, John trabalhou com o grupo de música acústica Shakti.  Este grupo combinava a música indiana com elementos de jazz, podendo ser considerados como um dos pioneiros da chamada world music.
Juntamente com Carlos Santana, McLaughin foi um seguidor do guru Sri Chinmoy, e em 1973 ambos colaboraram num álbum de canções de devoção intitulado “Love, devotion, surrender” que incluía também gravações de músicas de John Coltrane entre as quais “A love supreme”.
No início da década de 1980, juntou-se a Al Di Meola e Paco de Lucía e juntos gravaram “Friday night in San Francisco”. O trio, conhecido como “The guitar trio” reuniu-se de novo em 1996 para a gravação de um álbum e consequente digressão mundial.
Mais recentemente realizou uma digressão com “Remember Shakti”, Além do original membro dos “Shakti” Zakir Hussain, este grupo contou ainda com a participação de eminentes músicos indianos, como U. Srinivas, V. Selvaganesh, Shivkumar Sharma e Hariprased Chaurasia.

## Discografia

### Álbuns de estúdio
1963 - 1967 - 1969 - 1970 Integrou o lendário Graham Bond Quartet ao lado do fundador (tecladista e saxofonista) homônimo e          pioneiro do uso do melotron na Inglaterra, que também contava com Jack Bruce no baixo e Ginger Baker na bateria. A banda também se chamou Graham Bond Organisation
- 1969 Extrapolation
- 1969 The Jimi Hendrix & John McLaughlin Record Plant Session New York March 1969
- 1970 Devotion
- 1971 My Goal's Beyond
- 1971 The Inner Mounting Flame (Mahavishnu Orchestra)
- 1973 Love Devotion Surrender (Com Carlos Santana)
- 1973 Between Nothingness And Eternity (ao Vivo)
- 1973 The Lost Trident Sessions
- 1973 Birds Of Fire (Mahavishnu Orchestra)
- 1974 Apocalypse (Mahavishnu Orchestra)
- 1975 Visions Of The Emerald Beyond (Mahavishnu Orchestra)
- 1976 Shakti
- 1976 Inner Worlds
- 1977 A Handful Of Beauty
- 1977 Natural Elements
- 1978 Electric Guitarrist
- 1979 Electric Dreams
- 1981 Belo Horizonte
- 1983 Music Spoken Here
- 1987 My Goals Beyond
- 1993 Time Remembered: John McLaughlin Plays Bill Evans
- 1995 After the Rain
- 1996 The Promise
- 1997 The Heart of Things
- 1999 Remember Shakti
- 2003 Thieves and Poets
- 2006 Industrial Zen
- 2008 Floating Point

### Álbuns ao vivo
- 2000 The Heart of Things: Live in Paris

### Compilações
- 1990 Greatest Hits